# Bernat Sanjuan i Tarré
Bernat Sanjuan i Tarré (Barcelona, 1915 – Deià, 1979) va ser un pintor i escultor català. Hàbil en la representació dels paisatges mediterranis, també és l'autor d'excel·lents retrats i natures mortes. Els anys cinquanta va viatjar a França, on va conèixer Picasso. Un crític d'art francès el va anomenar "le peintre des rouges", a causa del seu ús del color vermell.
Durant els anys seixanta i setanta va participar en diverses exposicions individuals i col·lectives. Els seus quadres i escultures es poden veure en diversos punts de Catalunya, Mallorca i Espanya. Les exposicions més recents de la seva obra han tingut lloc a Barcelona l'any 2008 (exposició individual) i l'any 2012 (exposició col·lectiva). Molts dels seus treballs pertanyen a col·leccions privades a Europa i Estats Units. Sanjuan va desenvolupar les seves pròpies tècniques en el camp de la "fotografia sense càmera" (basada en la manipulació directa de la pel·lícula fotogràfica), algunes de les quals continuen sent desconegudes a causa de la seva mort. També va fer contribucions a l'art sacre amb quadres, escultures, ceràmica i vitralls, i a la il·lustració de llibres: per exemple, va il·lustrar l'edició espanyola de "The Fountainhead" ("El manantial") d'Ayn Rand.